# 8494 Edpatvega
8494 Edpatvega (1990 OT4) là một tiểu hành tinh vành đai chính được phát hiện ngày 25 tháng 7 năm 1990 bởi H. E. Holt ở Palomar.